# Адаменко Руслан Євгенович
Русла́н Євге́нович Ада́менко — молодший сержант Збройних сил України, 95-та окрема аеромобільна бригада, учасник російсько-української війни.

## Нагороди
- 29 вересня 2014 року — за особисту мужність і героїзм, виявлені у захисті державного суверенітету та територіальної цілісності України, вірність військовій присязі під час російсько-української війни, відзначений — нагороджений орденом «За мужність» III ступеня.
- грамота Житомирської обласної ради (2015)